# Acta Diurna
Nell'antica Roma, gli Acta Diurna populi Romani (citati, in modo succinto, come Acta Diurna) furono un resoconto autorizzato e ufficiale degli eventi degni di nota accaduti a Roma. I suoi contenuti erano in parte ufficiali (notizie giudiziarie, decreti imperiali, del Senato romano e dei magistrati) e in parte privati (annunci di nascita, di matrimonio e di morte).

## Descrizione
L'origine degli Acta è attribuita a Giulio Cesare, che per primo dispose la tenuta e la pubblicazione degli Atti del popolo a cura di pubblici ufficiali (59 a.C.; Svetonio, Vita di Cesare, 20). Gli Acta erano stilati giorno per giorno ed esposti in luogo pubblico su una tavola imbiancata. Dopo essere rimasti in visione per un ragionevole lasso di tempo, venivano rimossi per essere conservati insieme ad altri documenti pubblici, così da poter rimanere disponibili per future ricerche. 
Gli Acta differivano dagli Annales (la cui tenuta, peraltro, era già cessata nel 133 a.C.): questi ultimi, infatti, trattavano solo questioni più importanti e più degne di nota, mentre negli Acta erano riportate anche notizie più minute di minor nota. 
La loro pubblicazione continuò a lungo, fino almeno alla fondazione di Costantinopoli (330), ma di essi non è sopravvissuto alcun frammento autentico.

## Altri significati
Acta diurna è un'espressione che ha fornito lo spunto per il titolo di pubblicazioni periodiche o rubriche giornalistiche.

Negli anni trenta, ad esempio, Acta diurna fu una celebre rubrica tenuta sull'Osservatore Romano da Guido Gonella, affidata al giornalista veronese da Monsignor Montini, futuro Papa Paolo VI.